# اسکادران (فیلم ۱۹۹۳)
اسکادران (لهستانی: Szwadron) یک فیلم درام تاریخی لهستانی به کارگردانی یولیوش ماخولسکی است که در سال ۱۹۹۳ منتشر شد. این فیلم به نمایندگی از لهستان جهت رقابت برای جایزه اسکار بهترین فیلم بین‌المللی در شصت و ششمین دوره جوایز اسکار معرفی شد، اما به فهرست نهایی نامزدها راه نیافت. این فیلم بر پایهٔ داستان‌های کوتاهی از استانیسواف رمبک ساخته شد.

## گزیدهٔ بازیگران
- رادوسواف پازورا
- سرگئی شاکوروف
- یانوش گایوس
- یان ماخولسکی
- فرانچیشک پیچکا
- برنار-پیر دونادیو
- وویچیخ کلاتا
- یژی نوواک
- الکسی سربریاکوف
- گژگوش وارخوئو
- یژی زیگمونت نواک
- آنا مایخر
- آگنیشکا کروکوونا
- آرتور بارچیش
- ماریوش سانیترنیک
- هنریک ماخالیتسا
- ائوگنیوش کامینسکی
- آرکادیوش بازاک
- ماچئی کوزووفسکی
- الکساندر بدناش
- توماش اشتوکینگر